# Scarabaeus bonellii
Scarabaeus bonellii es una especie de escarabajo del género Scarabaeus, familia Scarabaeidae. Fue descrita científicamente por MacLeay en 1821.
Habita en la región afrotropical (Ciudad del Cabo, Sudáfrica).